# قائمة منظمات علم النفس
هذه قائمة بأسماء بعض المنظمات والجمعيات العالمية في علم النفس (بالإنجليزية: List of psychology organizations)‏ مصنفة حسب الترتيب الأبجدي باللغة الإنجليزية، وما يقابلها باللغة العربية:

## قائمة أسماء المنظمات

### المنظمات التي تبدأ بحرف (A)
| اللغة العربية                                                            | اللغة الإنجليزية                                          |
| ------------------------------------------------------------------------ | --------------------------------------------------------- |
| أكاديمية اضطرابات الأكل [الإنجليزية]                                     | Academy for Eating Disorders                              |
| أكاديمية علم النفس الإرشادي [الإنجليزية]                                 | Academy of Counseling Psychology                          |
| مجلس بحوث التعلم مدى الحياة [الإنجليزية]                                 | Aelation Lifelong Learning Research Council               |
| الأكاديمية الأمريكية للطب النفسي للأطفال والمراهقين [الإنجليزية]         | American Academy of Child and Adolescent Psychiatry       |
| الأكاديمية الأمريكية لعلم النفس العصبي السريري                           | American Academy of Clinical Neuropsychology              |
| الأكاديمية الأمريكية للطب النفسي والقانون [الإنجليزية]                   | American Academy of Psychiatry and the Law                |
| الأكاديمية الأمريكية للتحليل النفسي والطب النفسي الديناميكي [الإنجليزية] | American Academy of Psychoanalysis and Dynamic Psychiatry |
| الجمعية الأمريكية لأطباء نفس المجتمع [الإنجليزية]                        | American Association of Community Psychiatrists           |
| الجمعية الأمريكية للطب النفسي للشيخوخة [الإنجليزية]                      | American Association of Geriatric Psychiatry              |
| جمعية العلاج النفسي المجموعة الأمريكية [الإنجليزية]                      | American Group Psychotherapy Association                  |
| الجمعية الأمريكية للطب النفسي                                            | American Psychiatric Association                          |
| جمعية الممرضين النفسيين الأمريكية [الإنجليزية]                           | American Psychiatric Nurses Association                   |
| جمعية التحليل النفسي الأمريكية [الإنجليزية]                              | American Psychoanalytic Association                       |
| الجمعية الأمريكية لعلم النفس                                             | American Psychological Association                        |
| أرشيفات تاريخ علم النفس الأمريكي [الإنجليزية]                            | Archives of the History of American Psychology            |
| المستشارون المشاركون وعلماء النفس في نيو ساوث ويلز [الإنجليزية]          | Associated Counsellors & Psychologists NSW                |
| جمعية النهوض بالعلاج السلوكي [الإنجليزية]                                | Association for Advancement of Behavior Therapy           |
| الجمعية الدولية لتحليل السلوك [الإنجليزية]                               | Association for Behavior Analysis International           |
| جمعية الصحة العقلية للأطفال والمراهقين [الإنجليزية]                      | Association for Child and Adolescent Mental Health        |
| جمعية كلية الطب النفسي [الإنجليزية]                                      | Association for College Psychiatry                        |
| جمعية العلوم السلوكية السياقية [الإنجليزية]                              | Association for Contextual Behavioral Science             |
| جمعية الدراسة العلمية للوعي [الإنجليزية]                                 | Association for the Scientific Study of Consciousness     |
| جمعية العلوم النفسية [الإنجليزية]                                        | Association for Psychological Science                     |
| جمعية علاج السلوك الانفعالي العقلاني [الإنجليزية]                        | Association for Rational Emotive Behaviour Therapy        |
| جمعية علم نفس ما وراء الشخصي [الإنجليزية]                                | Association for Transpersonal Psychology                  |
| جمعية علماء النفس السود [الإنجليزية]                                     | Association of Black Psychologists                        |
| جمعية القلق والاكتئاب الأمريكية [الإنجليزية]                             | Anxiety and Depression Association of America             |
| جمعية علم النفس الاسترالية [الإنجليزية]                                  | Australian Psychological Society                          |
| رابطة علماء النفس الأسترالية [الإنجليزية]                                | Australian Psychologists Association                      |
| المجلس الاسترالي لاعتماد علم النفس [الإنجليزية]                          | Australian Psychology Accreditation Council               |

### المنظمات التي تبدأ بحرف (B)
| اللغة العربية                                                       | اللغة الإنجليزية                                                  |
| ------------------------------------------------------------------- | ----------------------------------------------------------------- |
| بييت (جمعية خيرية) [الإنجليزية]                                     | Beat (charity)                                                    |
| مجلس اعتماد محلل السلوك [الإنجليزية]                                | The Behavior Analyst Certification Board                          |
| جمعية علم الوراثة السلوكية [الإنجليزية]                             | Behavior Genetics Association                                     |
| الجمعية البلجيكية لعلم النفس [الإنجليزية]                           | Belgian Psychological Association                                 |
| مؤسسة بي. إف. سكينر [الإنجليزية]                                    | B. F. Skinner Foundation                                          |
| الجمعية البريطانية للعلاجات النفسية السلوكية والمعرفية [الإنجليزية] | British Association for Behavioural and Cognitive Psychotherapies |
| جمعية التحليل النفسي البريطانية                                     | British Psychoanalytical Society                                  |
| جمعية علم النفس البريطانية [الإنجليزية]                             | British Psychological Society                                     |
| جمعية بوينس آيرس للتحليل النفسي [الإنجليزية]                        | Buenos Aires Psychoanalytic Association                           |

### المنظمات التي تبدأ بحرف (C)
| اللغة العربية                           | اللغة الإنجليزية                        |
| --------------------------------------- | --------------------------------------- |
| الجمعية الكندية لعلم النفس [الإنجليزية] | Canadian Psychological Association      |
| مركز كامبريدج للدراسات السلوكية         | Cambridge Center for Behavioral Studies |

### المنظمات التي تبدأ بحرف (E)
| اللغة العربية                                         | اللغة الإنجليزية                                                 |
| ----------------------------------------------------- | ---------------------------------------------------------------- |
| جمعية أبحاث التصميم البيئي [الإنجليزية]               | Environmental Design Research Association                        |
| الأكاديمية الأوروبية لعلم نفس الصحة المهنية           | European Academy of Occupational Health Psychology               |
| الجمعية الأوروبية لعلم النفس الإرشادي [الإنجليزية]    | European Association of Counselling Psychology                   |
| الاتحاد الأوروبي لرابطات علماء النفس [الإنجليزية]     | European Federation of Psychologists' Associations (EFPA)        |
| الاتحاد الأوروبي لرابطات طلاب علم النفس [الإنجليزية]  | European Federation of Psychology Students' Associations (EFPSA) |
| الاتحاد الأوروبي لرابطات معلمي علم النفس [الإنجليزية] | European Federation of Psychology Teachers' Associations         |
| الجمعية الأوروبية لعلم النفس الصحي [الإنجليزية]       | European Health Psychology Society                               |
| جمعية علم النفس التجريبي                              | Experimental Psychology Society                                  |

### المنظمات التي تبدأ بحرف (F)
| اللغة العربية                                       | اللغة الإنجليزية                                          |
| --------------------------------------------------- | --------------------------------------------------------- |
| مؤسسة فابس [الإنجليزية]                             | FABBS Foundation                                          |
| اتحاد جمعيات العلوم السلوكية والدماغية [الإنجليزية] | Federation of Associations in Behavioral & Brain Sciences |
| جمعية علم النفس الفنلندية [الإنجليزية]              | Finnish Psychological Society                             |

### المنظمات التي تبدأ بحرف (G)
| اللغة العربية                          | اللغة الإنجليزية                 |
| -------------------------------------- | -------------------------------- |
| جمعية علم النفس الألمانية [الإنجليزية] | German Psychological Association |
| مركز جوي النفسي [الإنجليزية]           | Goy Psychological Center         |

### المنظمات التي تبدأ بحرف (H)
| اللغة العربية                                         | اللغة الإنجليزية                                                 |
| ----------------------------------------------------- | ---------------------------------------------------------------- |
| جمعية العوامل البشرية وبيئة العمل [الإنجليزية]        | Human Factors and Ergonomics Society                             |
| جمعية هيوستن لعلم النفس [الإنجليزية]                  | Houston Psychological Association                                |
| جمعية هونغ كونغ لأطباء علم النفس العيادي [الإنجليزية] | Hong Kong Association of Doctors in Clinical Psychology (HKADCP) |
| جمعية هونغ كونغ النفسية [الإنجليزية]                  | Hong Kong Psychological Society                                  |

### المنظمات التي تبدأ بحرف (I)
| اللغة العربية                                                                       | اللغة الإنجليزية                                                                            |
| ----------------------------------------------------------------------------------- | ------------------------------------------------------------------------------------------- |
| معهد علماء النفس المحترفين [الإنجليزية]                                             | Institute of Professional Psychologists                                                     |
| الجمعية الدولية لعلم النفس عبر الثقافات [الإنجليزية]                                | International Association for Cross-Cultural Psychology                                     |
| الجمعية الدولية لعلم النفس التطبيقي [الإنجليزية]                                    | International Association of Applied Psychology                                             |
| المجلس الدولي لعلماء النفس [الإنجليزية]                                             | International Council of Psychologists                                                      |
| الجمعية الدولية للذهان المبكر [الإنجليزية]                                          | International Early Psychosis Association                                                   |
| مؤتمر الأدب وعلم النفس الدولي [الإنجليزية]                                          | International Literature and Psychology Conference                                          |
| الجمعية الدولية للتحليل النفسي [الإنجليزية]                                         | International Psychoanalytic Association                                                    |
| الجمعية الدولية لعلم النفس المدرسي [الإنجليزية]                                     | International School Psychology Association                                                 |
| الجمعية الدولية لعلم النفس المقارن                                                  | International Society for Comparative Psychology                                            |
| الجمعية الدولية لدراسة التنمية السلوكية [الإنجليزية]                                | International Society for the Study of Behavioural Development                              |
| الجمعية الدولية لدراسة الفروق الفردية [الإنجليزية]                                  | International Society for the Study of Individual Differences                               |
| الجمعية الدولية لأبحاث الذكاء                                                       | International Society for Intelligence Research                                             |
| الجمعية الدولية لبحوث العدوان [الإنجليزية]                                          | International Society for Research on Aggression                                            |
| الجمعية الدولية لعلم النفس السياسي                                                  | International Society of Political Psychology                                               |
| الجمعية الدولية لطرق رورشاخ وطرق الإسقاط [الإنجليزية]                               | International Society of the Rorschach and Projective Methods                               |
| الجمعية الدولية لدراسات الأطفال [الإنجليزية]                                        | International Society on Infant Studies                                                     |
| المقالة العربية الناقصة [الإنجليزية] الجمعية الدولية عبر الشخصية                    | International Transpersonal Association                                                     |
| الاتحاد الدولي لعلم النفس [الإنجليزية]                                              | International Union of Psychological Science                                                |
| المعهد الدولي للدراسات المتقدمة للعلاج النفسي والصحة العقلية التطبيقية [الإنجليزية] | International Institute for the Advanced Studies of Psychotherapy and Applied Mental Health |

### المنظمات التي تبدأ بحرف (L)
| اللغة العربية                                 | اللغة الإنجليزية                               |
| --------------------------------------------- | ---------------------------------------------- |
| ليفنغ وورك (منظمة لمنع الانتحار) [الإنجليزية] | LivingWorks, a suicide prevention organization |

### منظمات التي تبدأ بحرف (M)
| اللغة العربية                                              | اللغة الإنجليزية                                   |
| ---------------------------------------------------------- | -------------------------------------------------- |
| أكاديمية الطب النفسي بمستشفى ماساتشوستس العام [الإنجليزية] | Massachusetts General Hospital Psychiatry Academy  |
| جمعية مينيسوتا للصحة العقلية للأطفال [الإنجليزية]          | Minnesota Association For Children's Mental Health |

### منظمات التي تبدأ بحرف (N)
| اللغة العربية                                          | اللغة الإنجليزية                              |
| ------------------------------------------------------ | --------------------------------------------- |
| الجمعية الوطنية لعلماء النفس المدرسيين [الإنجليزية]    | National Association of School Psychologists  |
| الجمعية الشمالية الأمريكية لعلم نفس أدلري [الإنجليزية] | North American Society of Adlerian Psychology |

### منظمات التي تبدأ بحرف (O)
| اللغة العربية                                                    | اللغة الإنجليزية                                                        |
| ---------------------------------------------------------------- | ----------------------------------------------------------------------- |
| المنظمة الإيطالية للمحللين النفسيين، الاتحاد والسجل [الإنجليزية] | OPIFER, Organizzazione di Psicoanalisti Italiani Federazione e Registro |
| أوبس، الجمعية النفسية للجامعة المفتوحة [الإنجليزية]              | OUPS, Open University Psychological Society                             |

### منظمات التي تبدأ بحرف (P)
| اللغة العربية                                             | اللغة الإنجليزية                              |
| --------------------------------------------------------- | --------------------------------------------- |
| بليغا: علم النفس الرياضي [الإنجليزية]                     | Plega: Sport Psychology                       |
| بساي كاي، الجمعية الوطنية للشرف في علم النفس [الإنجليزية] | Psi Chi, National Honor Society in Psychology |
| جمعية علم النفس [الإنجليزية]                              | Psychonomic Society                           |
| الجمعية النفسية بأيرلندا [الإنجليزية]                     | Psychological Society of Ireland              |
| اتحاد علماء النفس في فنزويلا [الإنجليزية]                 | Psychologist's Federation of Venezuela        |

### منظمات التي تبدأ بحرف (R)
| اللغة العربية                                                      | اللغة الإنجليزية                                                  |
| ------------------------------------------------------------------ | ----------------------------------------------------------------- |
| الجمعية الرومانية للعلاجات النفسية المعرفية والسلوكية [الإنجليزية] | Romanian Association for Cognitive and Behavioral Psychotherapies |

### منظمات التي تبدأ بحرف (S)
| اللغة العربية                                     | اللغة الإنجليزية                                     |
| ------------------------------------------------- | ---------------------------------------------------- |
| جمعية علم النفس السنغافورية [الإنجليزية]          | Singapore Psychological Society                      |
| جمعية علم نفس السريري للطفل والمراهق [الإنجليزية] | Society of Clinical Child & Adolescent Psychology    |
| جمعية علم النفس الصناعي والتنظيمي [الإنجليزية]    | Society for Industrial and Organizational Psychology |
| جمعية علم نفس الصحة المهنية [الإنجليزية]          | Society for Occupational Health Psychology           |
| جمعية تقييم الشخصية [الإنجليزية]                  | Society for Personality Assessment                   |
| جمعية البحث في تنمية الطفل [الإنجليزية]           | Society for Research in Child Development            |
| جمعية أبحاث المراهقة [الإنجليزية]                 | Society for Research on Adolescence                  |
| جمعية علم النفس السويدية [الإنجليزية]             | Swedish Psychological Society                        |
| جمعية علم نفس الإعلام والتكنولوجيا [الإنجليزية]   | Society for Media Psychology and Technology          |

### منظمات التي تبدأ بحرف (T)
| اللغة العربية                                                | اللغة الإنجليزية                  |
| ------------------------------------------------------------ | --------------------------------- |
| المقالة العربية الناقصة [الإنجليزية] نمو العلاقة عبر الشخصية | Transpersonal Relationship Growth |

### منظمات التي تبدأ بحرف (W)
| اللغة العربية                 | اللغة الإنجليزية                   |
| ----------------------------- | ---------------------------------- |
| الاتحاد العالمي للصحة العقلية | World Federation for Mental Health |